# Clematis phanerophlebia
Clematis phanerophlebia är en ranunkelväxtart som beskrevs av Merrill och Perry. Clematis phanerophlebia ingår i släktet klematisar, och familjen ranunkelväxter. Inga underarter finns listade i Catalogue of Life.